# День народження (фільм, 1977)
«День народження» (азерб. «Ad günü») — радянський художній фільм 1977 року, знятий режисером Расімом Оджаговим на кіностудії «Азербайджанфільм».

## Сюжет
Вчитель Мустафа приїжджає в Баку з віддаленого району Азербайджану, а маляр Алі святкує день народження свого сина. Після випадкової зустрічі Мустафи і Алі, Алі запрошує до себе додому Мустафу. Фільм оповідає про доброту, щирість почуттів і чуйність.

## У ролях
- Гаджи Ісмайлов — Мустафа
- Шафіга Мамедова — Фаріда
- Давид Уплісашвілі — Алі
- Шукюфа Юсупова — Рена
- Фуад Поладов — Назім
- Яшар Нурі — Ельдар
- Гусейнага Садигов — батько Алі
- Агагусейн Керімов — дядько Гамід
- Рафік Азімов — Салім
- Садая Мустафаєва — мати Алі
- Гюльшан Гурбанова — Шейда
- Самандар Рзаєв — Фаїк

## Знімальна група
- Режисер — Расім Оджагов
- Сценарист — Рустам Ібрагімбеков
- Оператор — Заур Магеррамов
- Композитор — Емін Махмудов
- Художник — Кяміль Наджафзаде